# トレイシー・アダムス
トレイシー・アダムス（Tracey Adams 本名デボラ・ブレイスデル Deborah Blaisdell、サバーナパーク (メリーランド州) 出身、1959年6月7日 - ）は、アメリカ合衆国のポルノ女優。

## 初期の職歴
ボルチモア (メリーランド州) に近いコミュニティ・カレッジに通い、ラジオのディスクジョッキーになった。彼女は10代の頃は男性とのセックスに無関心で、20歳になるまで処女のままであった。1981年に西海岸に移住し、放送学校に通い、短期間いくつかの小さなラジオ局で働いた。
ラジオでは充分な収入を得られず、1983年に「一般の」俳優業を開始し、就学を続けた。その後、『未来戦士エンジェル・コマンドー/帝国の崩壊 (Lost Empire)』のようなB級映画で様々なトップレスの役を演じた。ハリウッドの音楽専門学校の最後の授業料を支払うことができず、はまず多くの成人誌でヌードモデルを務め、そしてポルノ界へ身を投じた。1985年の『Make My Night』で、初めてセックスを演じた。

## ポルノ映画歴
1983年から1999年までの16年間、ポルノ映画界で活躍し、当時の多数の著名なポルノスターたちと共に、200本以上の映画に出演している。
ポルノ映画監督のジョン・スタグリアーノ（別名バットマン）は、アダムスが尻を見せているシーンに霊感を受けて、「バットマン」シリーズの映画を製作したと語っている。「そのショットはたった2秒に過ぎなかったが、私は自分がやりたいことを悟った」と言った。1990年、スタグリアーノの『Adventures Of Buttman』でAVN「最高のじらし演技」賞を獲得した。トリー・ウェルズやポルシェ・リンのような、他の著名なポルノ映画スターが、彼女たちの最初のレズビアンシーンを恋人役を撮っている。
官能的な肉体の魅力と同様に、その演技力と知性で知られていた。1987年、Adam Film World誌はこう書いている。「ほとんどのポルノ女優が試みる勇気が持てないような役でも、自在にこなすことができ、知性・教養・分別のある女性を演じても説得力がある。彼女は成功した作家 (Lust on the Orient Express)、富裕な社交界の名士 (Sins of the Wealthy 2)、インドの王女 (Soft, Warm Rain)、大学生の若者の母親 (2002: A Sex Odyssey)、口の達者な売春婦 (Jacqueline) を演じてみせた。」
1980年代後期に、一般向けR指定B級映画の世界に進出しようとしてポルノ界から離れたが、「一般映画」界へ飛躍しようという試みは成功しなかった。間もなく、かつてスターであったハードコアの世界に舞い戻った。

## 引退・私生活
1992年を最後に常時ポルノ映画に出演することはやめたが、1999年後半まで時折の映画出演を続けた。ストリップショーの巡業で共にカナダを回ったポルノ女優のアンバー・リンと、長期に渡り熱烈なレズビアンの関係にあった。現在は彼女たちは、もはや恋人同士ではない。
ポルノ映画界を離れた後は、ロサンゼルスで勉強とトレーニングを続け、UCLA（カリフォルニア大学ロサンゼルス校）の映画とテレビのカリキュラムを修了し、Groundlings School of ImprovisationとImprovで即興喜劇の訓練も受けた。

## 受賞
- 1988年 AVN  最優秀カップルセックスシーン（ビデオ） 『Made In Germany』[3]
- 1990年 AVN 最高のじらし演技 『Adventures of Buttman』[3]
- AVN殿堂[5]
- Legends of Erotica[6]
- XRCO殿堂[7]

## 出演作の一部
- 1983年 - 『未来戦士エンジェル・コマンドー/帝国の崩壊 (The Lost Empire)』 (デビー・ブレイスデル (Debbie Blaisdell) 名義)
- 1985年 - 『Visions of Jeannie』
- 1985年 - 『Eaten Alive』
- 1985年 - 『2002: A Sex Odyssey』
- 1986年 - 『Talk Dirty To Me 5』
- 1986年 - 『Nudes at Eleven』
- 1986年 - 『Lust on the Orient X-Press』
- 1986年 - 『スウィート・ストロベリー/幼艶 (Jacqueline)』
- 1986年 - 『Sins of the Wealthy 2』
- 1987年 - 『ジューシー・バスト/乱熟桃乳娘 (Pretty Peaches 2)』
- 1987年 - 『Grafenberg Girls Go Fishing』
- 1987年 - 『The Devil in Mr. Holmes』
- 1987年 - 『スターダスト・パラダイス/過激な舞台裏お見せします (Student Affairs)』 (デボラ・ブレイスデル名義) 非ポルノ作品
- 1988年 - 『This is Your Sex Life』
- 1988年 - 『Made in Germany』
- 1988年 - 『Girls of Double D 7』
- 1988年 - 『タブー・クライマックス/獣芯 (Beauty and the Beast)』
- 1988年 - 『Addicted to Love』
- 1988年 - 『Double Your Pleasure』

- 1989年 - 『Soft, Warm Rain』
- 1989年 - 『Nasty Nights』
- 1989年 - 『ディープ・スロート III (Deep Throat III)』
- 1989年 - 『ミルク・バスター/欲しがる奥 (Busted)』
- 1989年 - 『Adventures of Buttman』
- 1989年 - 『ビクトリア・パリス/美女と陰獣 (Beauty & The Beast Part 2)』
- 1990年 - 『Sex Machine』
- 1990年 - 『Porn on the 4th of July』
- 1991年 - 『Breakfast with Tiffany』
- 1991年 - 『Best of Buttman』
- 1992年 - 『Play It Again... Samantha!』
- 1992年 - 『Sex Soviet Style 1』
- 1992年 - 『D-Cup Dating Service』
- 1993年 - 『Starbangers 4』
- 1993年 - 『Double D Dykes 9』